# Zend Studio
Zend Studio o Zend Development Environment es un completo entorno de desarrollo integrado para el lenguaje de programación PHP. Está escrito en Java, y está disponible para las plataformas Microsoft Windows, Mac OS X y GNU/Linux. 
Junto con su contraparte Zend Server (antes llamado Zend Platform), son la propuesta de Zend Technologies para el desarrollo de aplicaciones Web utilizando PHP, actuando Zend Studio como la parte cliente y Zend Server como la parte servidora. Se trata en ambos casos de software comercial, lo cual contrasta con el hecho de que PHP es software libre.
A partir de la versión 6, Zend Studio fue hecho tomando como base el entorno de desarrollo Eclipse.

## Características principales
- No requiere la instalación previa del entorno de ejecución de Java.
- Soporte para PHP 4 y PHP 5.
- Resaltado de sintaxis, compleción automática de código, ayuda de código y lista de parámetros de funciones y métodos de clase.
- phpDocumentor integrado.
- Plegado de código (comentarios, bloques de phpDoc, cuerpo de funciones y métodos e implementación de clases).
- Inserción automática de paréntesis y corchetes de cierre.
- Sangrado automático y otras ayudas de formato de código.
- Emparejamiento (matching) de paréntesis y corchetes (si se sitúa el cursor sobre un paréntesis (corchete) de apertura (cierre), Zend Studio localiza el correspondiente paréntesis (corchete) de cierre (apertura)).
- Detección de errores de sintaxis en tiempo real.
- Funciones de depuración: Botón de ejecución y traza, marcadores, puntos de parada (breakpoints), seguimiento de variables y mensajes de error del intérprete de PHP. Permite también la depuración en servidores remotos (requiere Zend Server).
- Instalación de barras de herramientas para Internet Explorer y Mozilla Firefox (opcionales).
- Soporte para gestión de grandes proyectos de desarrollo.
- Manual de PHP integrado.
- Soporte para control de versiones usando CVS o Subversion (a elección del desarrollador).
- Cliente FTP integrado.
- Soporte para navegación en bases de datos y ejecución de consultas SQL.

Zend Studio fue diseñado para usarse con el lenguaje PHP; sin embargo ofrece soporte básico para otros lenguajes Web, como HTML, Javascript y XML.